# گمینا ستژلنو
گمینا ستژلنو (به لهستانی:  Gmina Strzelno) یک گمینا در لهستان است که در شهرستان موگیلنو واقع شده‌است. گمینا ستژلنو ۱۸۵٫۲۸ کیلومتر مربع مساحت و ۱۲٬۳۰۸ نفر جمعیت دارد.